# Forteresse d'Izmaïl
Le parc de la forteresse d'Izmaïl  (en ukrainien : Фортеця Ізмаїл), est un parc situé à Izmaïl sur le Dannube, en Ukraine.
Le parc reprend l'enceinte de la forteresse et accueil de nombreux monument sur un site classé.

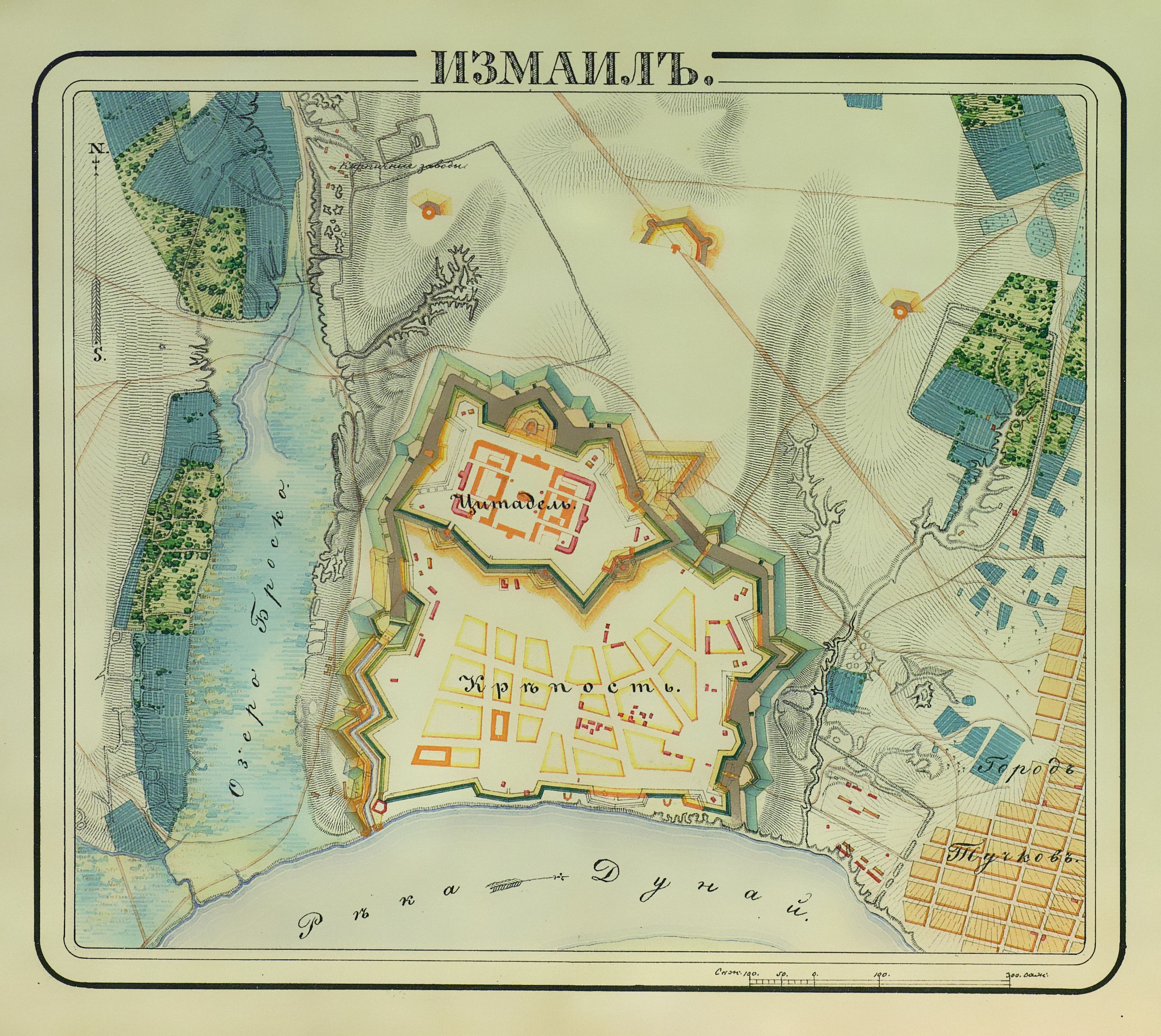
La forteresse en 1830.

Il porte le nom de la forteresse située lors de la bataille de Izmaïl.

## Édifices religieux

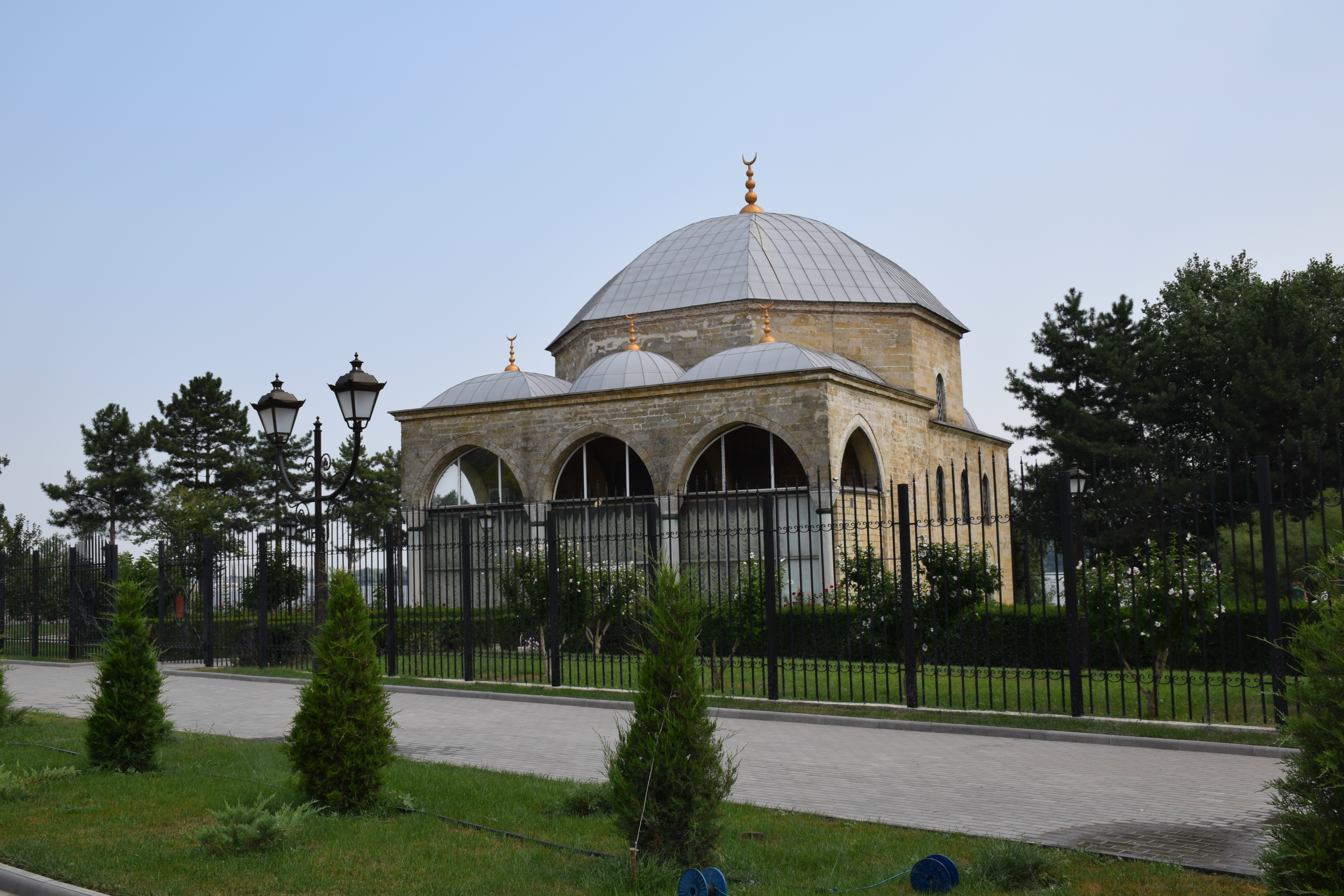
La mosquée classée[3],
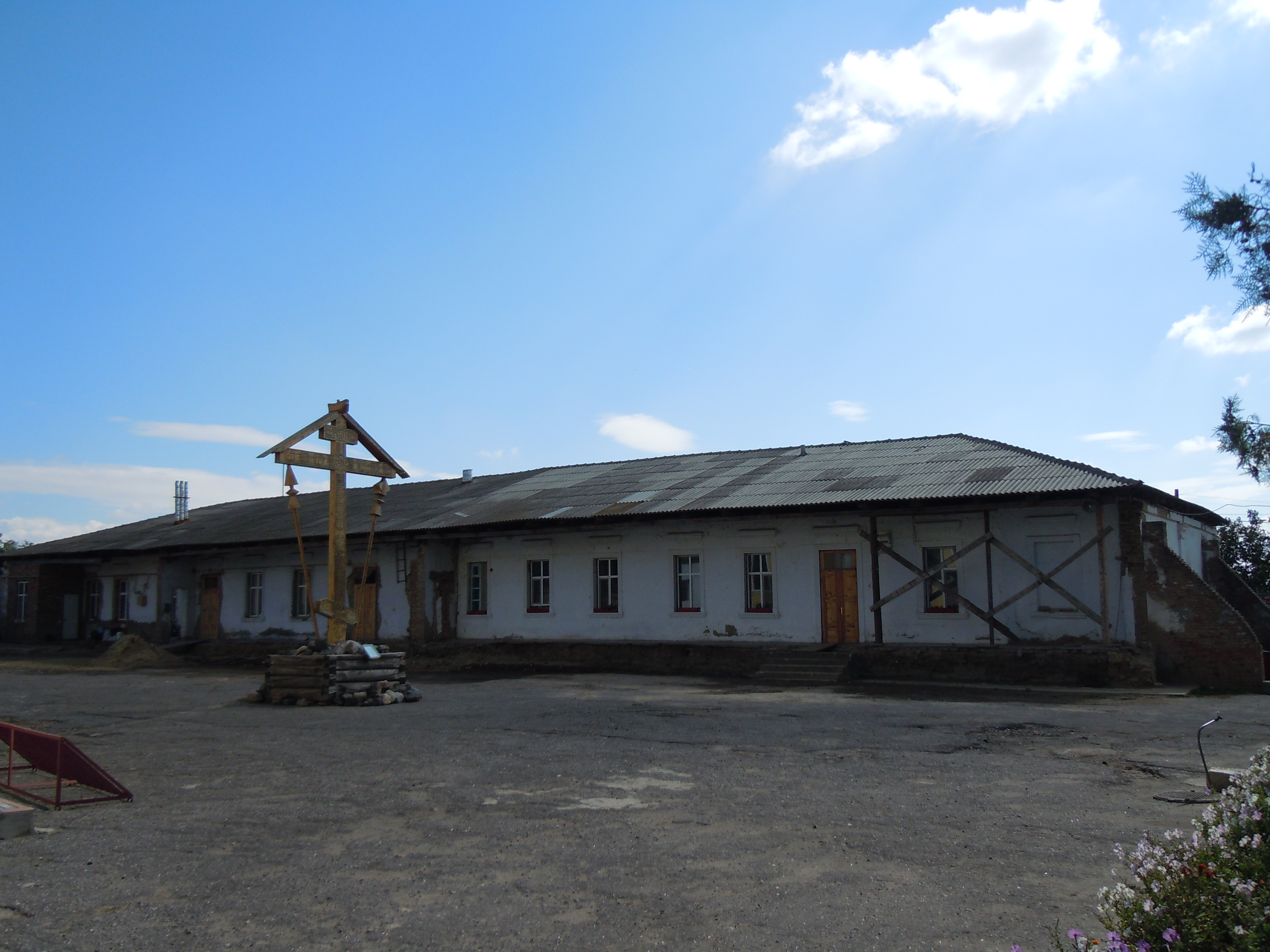
cellules du monastère st-Nicolas et
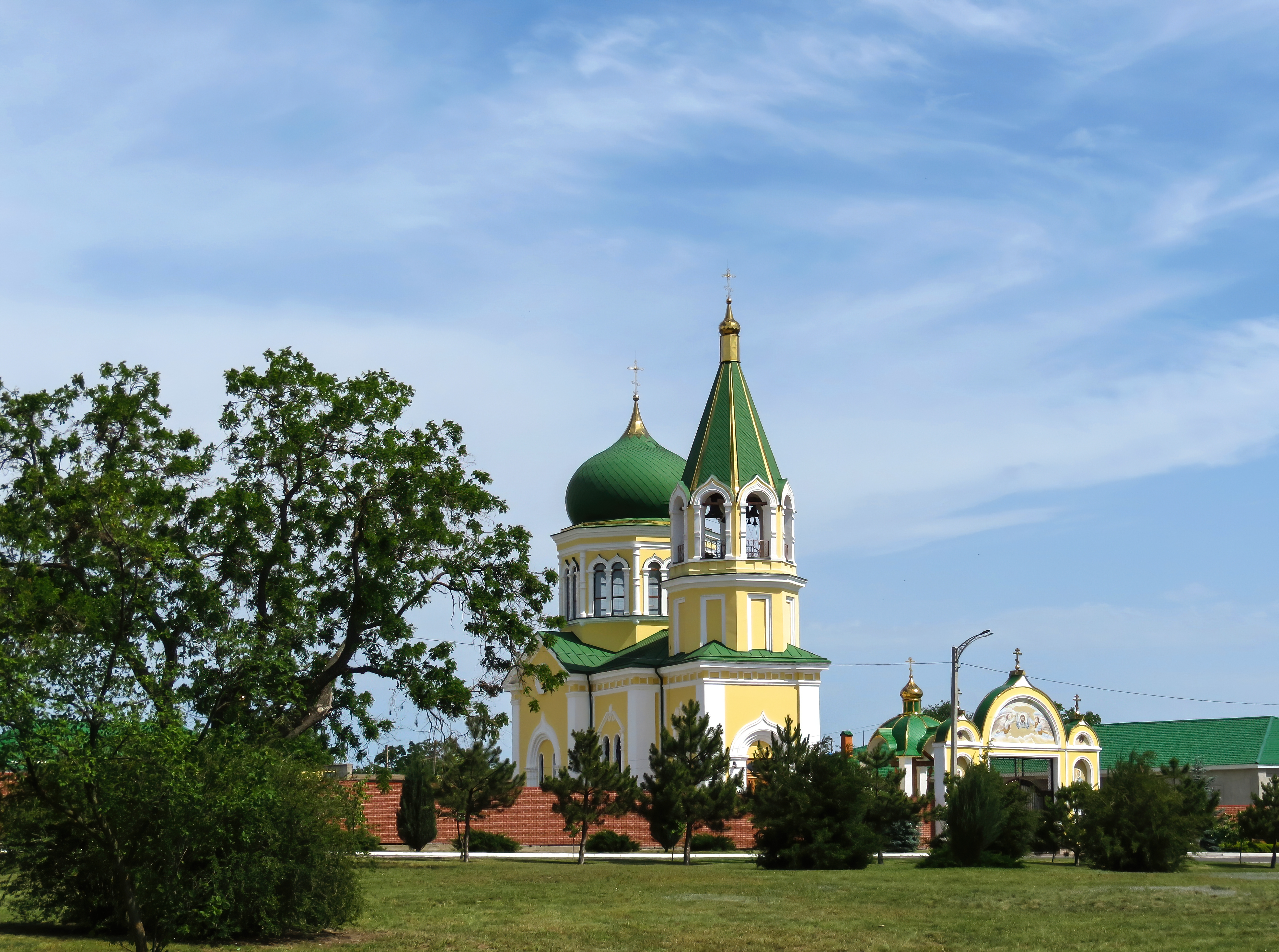
l'église st-Nicolas classée[4],
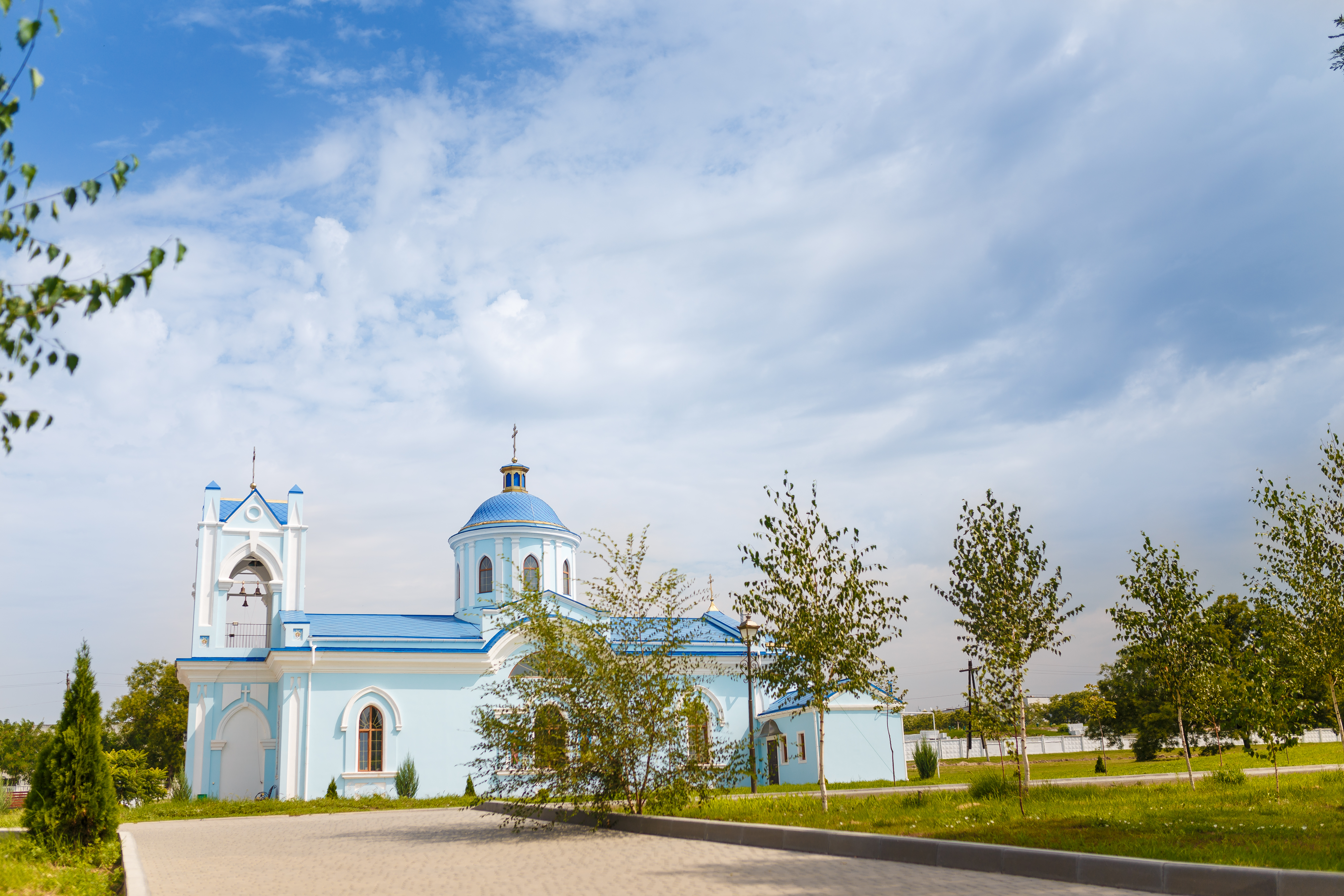
l'église de la Dormition classée[5],

## Autres

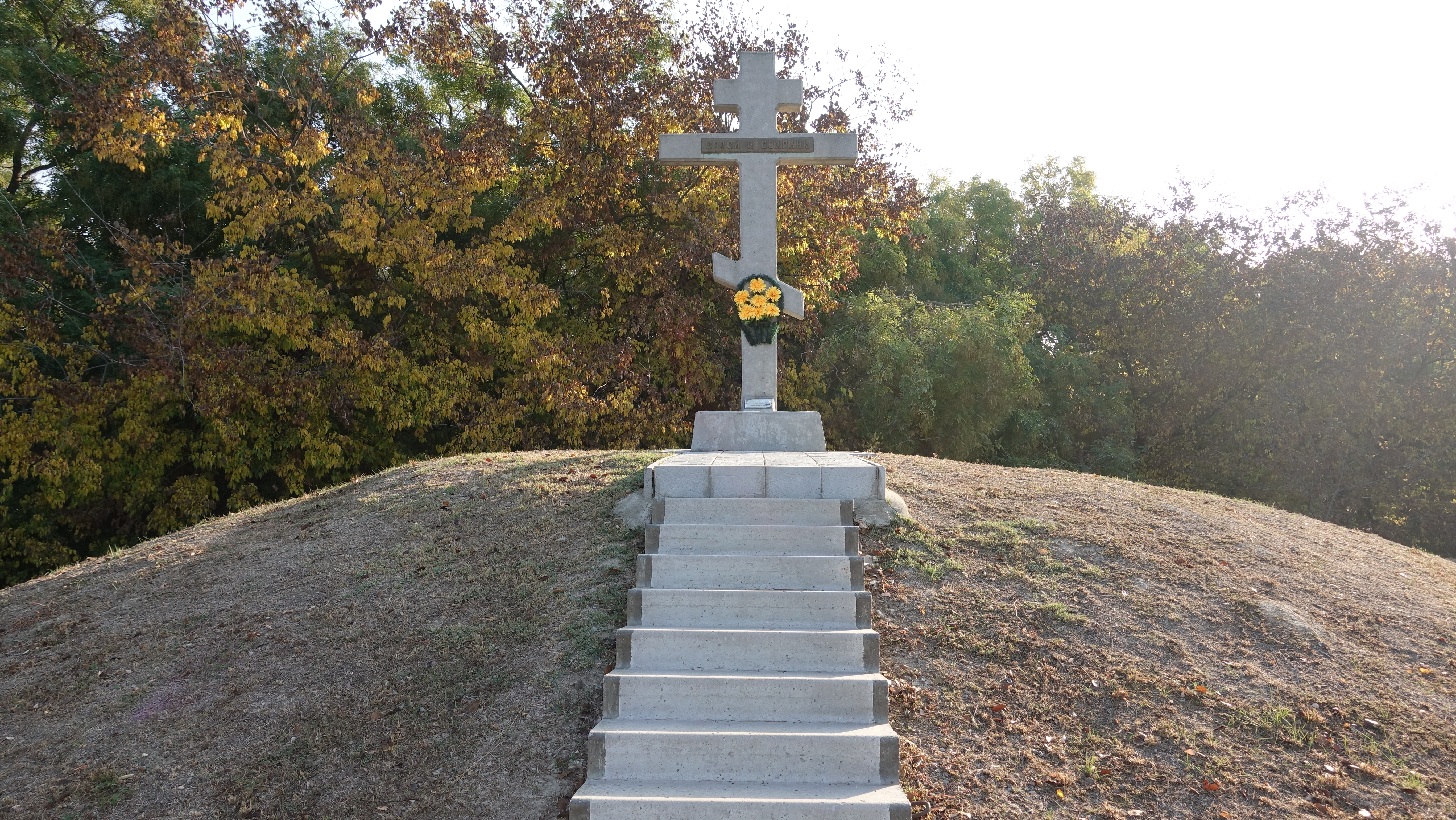
Monument du cimetière classé
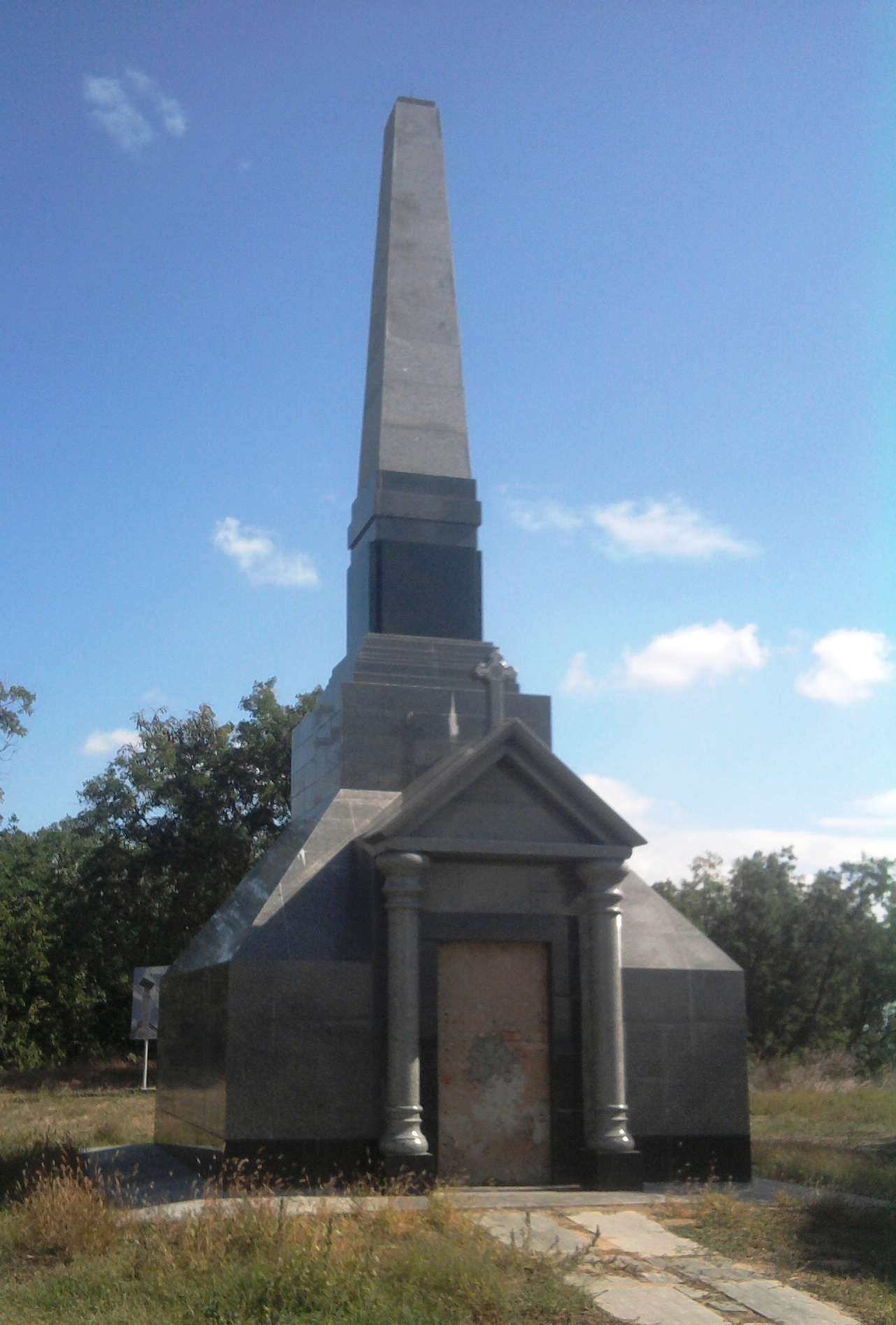
au défenseurs de la forteresse,
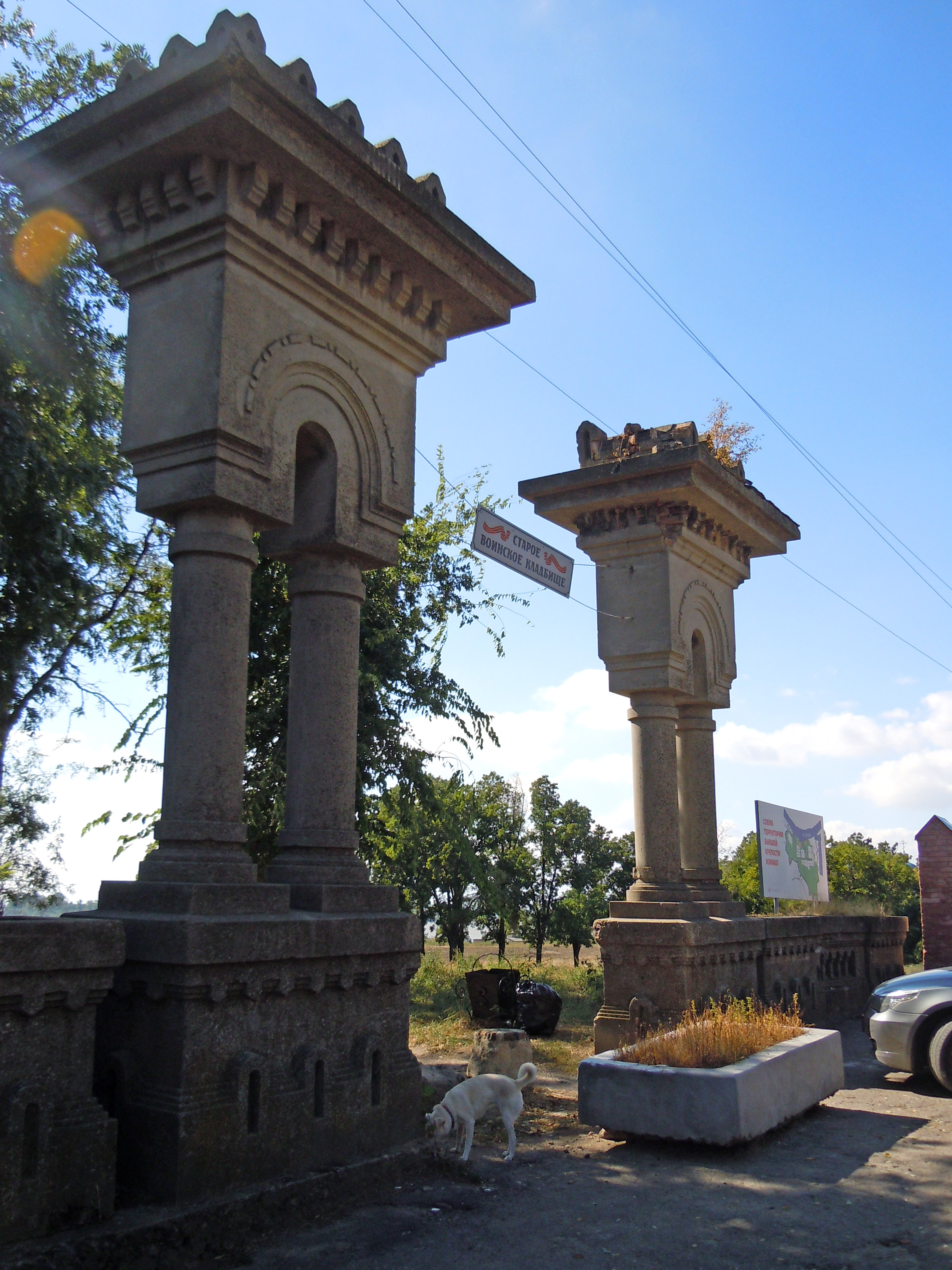
et porte du cimetière militaire.
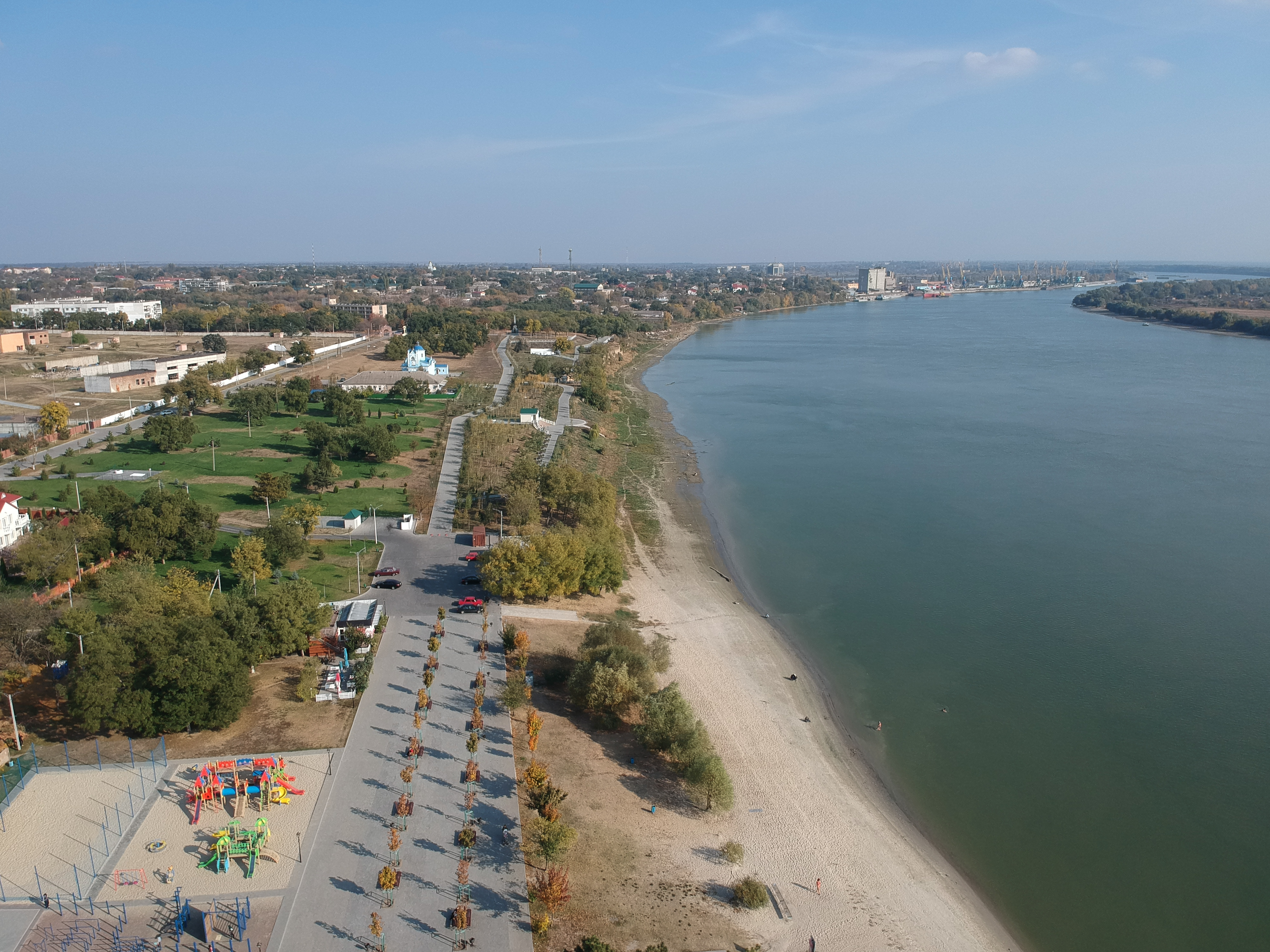
La plage.